# Mäeküla (Tallinn)

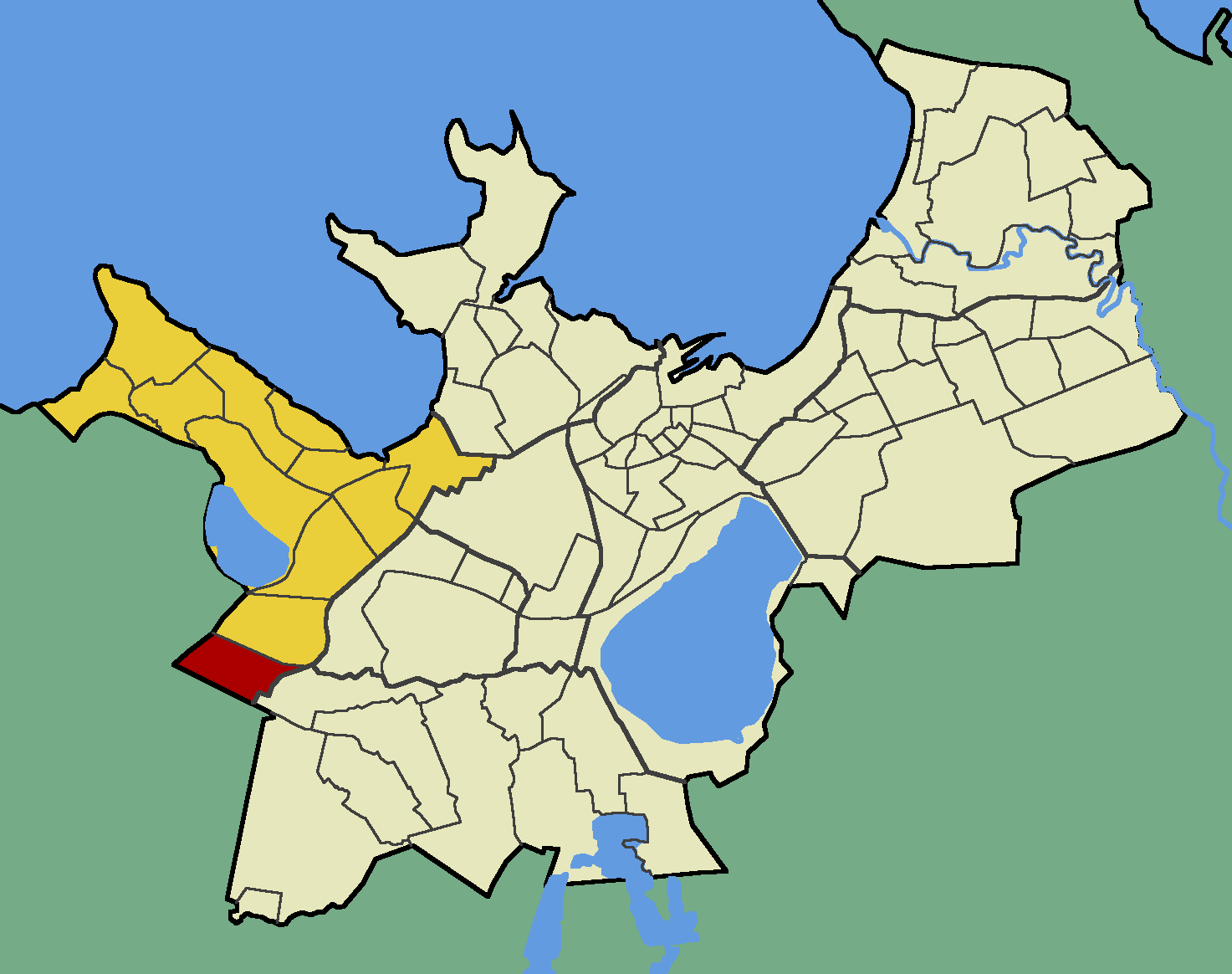
Lage von Mäeküla (rot) im Tallinner Stadtteil Haabersti (gelb)

Mäeküla ist ein Stadtbezirk (estnisch asum) der estnischen Hauptstadt Tallinn.

## Lage und Geschichte
Der Bezirk liegt im Südwesten des Stadtteils Haabersti.
Mäeküla ist einer der am dünnsten besiedelten Stadtbezirke Tallinns. Er hat 5 Einwohner (Stand 1. Mai 2010).
Während des Ersten Weltkriegs entwickelten die zaristischen Behörden Pläne zum Bau einer großen Seefestung, die auch Mäeküla als großes Munitionslager umfassen sollten. Es entstanden einige militärische Bauten, die heute aber verlassen sind. Das Gebiet ist weiträumig wieder der Natur überlassen. Die 1917 geschaffenen Tunnel der zaristischen Armee unter dem felsigen Untergrund sind Ausflugsziel für Abenteuertouristen.